# 奥皮多马梅蒂纳
奥皮多马梅蒂纳（義大利語：Oppido Mamertina），是意大利雷焦卡拉布里亞廣域市的一个市镇。总面积58平方公里，人口5446人，人口密度93.9人/平方公里（2009年）。ISTAT代码为080055。